# Рагби клуб Бенетон Тревизо
Бенетон Тревизо (енгл. Benetton Rugby Treviso) је професионални италијански рагби јунион клуб који учествује у Про 12. Бенетон Тревизо је основан 1932. а до првог трофеја је дошао 1956. када је освојио титулу шампиона Италије ( прву од укупних петнаест ). 2010. Бенетон Тревизо је напустио Италијански елитни шампионат и придружио се екипама у Про 12. Боје Бенетона су зелена и бела, а капитен је Антонио Паванело. Познати рагбисти који су наступали за Бенетон су Мајкл Линаф, Мауро Бергамаско, Леонардо Ђилардини, Серђо Паризе, Џон Кирван... Највише утакмица за Бенетон одиграо је Лудовико Нитоглија - 93, исти рагбиста постигао је и највише есеја - 18, а најбољи поентер у историји Бенетона је Крис Бартон са 282 поена.
- Италијански елитни шампионат

- Шампион (15) : 1956, 1978, 1983, 1989, 1992, 1997, 1998, 1999, 2001, 2003, 2004, 2006, 2007, 2009, 2010.

Први тим
Џејден Хејвард
Симоне Рагуси
Лудовико Нитоглија
Анђело Еспосито
Алберто Сгарби
Лука Мориси
Лук Меклин
Сем Кристи
Џејмс Амбросини
Крис Смајли
Едоардо Гори
Алесандро Зани
Франческо Минто
Марко Барбини
Фило Пауло
Том Палмер
Марко Фусер
Алберто Де Марчи
Руперт Харден
Орнел Гега
Данкан Науде
Алберто Лучезе
Антонио Паванело - капитен